# Santa Gertrudes
Santa Gertrudes − miasto w Brazylii, w stanie São Paulo. W 2008 liczyło 20 568 mieszkańców.

## Współpraca
- Novellara, Włochy
- São José do Mantimento, Brazylia

## Religia
Chrześcijaństwo jest obecne w mieście w następujący sposób:

### Kościół Katolicki
Kościół katolicki w gminie jest częścią Diecezja Piracicaba.

### Kościół Protestancki
W mieście obecne są najróżniejsze wyznania ewangeliczne, głównie zielonoświątkowe, w tym m.in. Zbory Boże Brazylii (największy kościół ewangelicki w kraju), Zbór Brazylii lub Kongregacja Chrześcijan. Te nominały rosną coraz bardziej w całej Brazylii.